# Liste der Bodendenkmäler in Titz
Die Liste der Bodendenkmäler in Titz enthält die denkmalgeschützten unterirdischen baulichen Anlagen, Reste oberirdischer baulicher Anlagen, Zeugnisse tierischen und pflanzlichen Lebens und paläontologischen Reste auf dem Gebiet der Gemeinde Titz im Kreis Düren in Nordrhein-Westfalen (Stand: November 2020). Diese Bodendenkmäler sind in Teil B der Denkmalliste der Gemeinde Titz eingetragen; Grundlage für die Aufnahme ist das Denkmalschutzgesetz Nordrhein-Westfalen (DSchG NRW).
| Bild | Bezeichnung    | Lage                              | Beschreibung | Bauzeit | Eingetragen seit | Denkmal- nummer |
| ---- | -------------- | --------------------------------- | ------------ | ------- | ---------------- | --------------- |
|      | Römische Villa | Rödingen Flur 9, Flurstück 124/19 |              |         |                  | 93              |